# Groot-Brittannië op de Olympische Jeugdwinterspelen 2012
Groot-Brittannië was een van de landen die deelnam aan de Olympische Jeugdwinterspelen 2012 in Innsbruck, Oostenrijk.

## Medailleoverzicht
| Sport                                                                    | Olympiër                    | Onderdeel       | Medaille |
| ------------------------------------------------------------------------ | --------------------------- | --------------- | -------- |
| Bobsleeën                                                                | Mica McNeill Jazmin Sawyers | tweemansbob (v) | Zilver   |
| Als lid van een gemengd landenteam (telt niet mee voor landenklassement) |                             |                 |          |
| Shorttrack                                                               | Jack Burrows                | gemengd team    | Goud     |
| Shorttrack                                                               | Aydin Djemal                | gemengd team    | Zilver   |

## Deelnemers en resultaten
(m) = mannen, (v) = vrouwen 

### Alpineskiën
| Olympiër        | Onderdeel           | Resultaat | Prestatie            |
| --------------- | ------------------- | --------- | -------------------- |
| Paul Henderson  | super g (m)         | 17e       | 1.06,97 (+2,52)      |
| Paul Henderson  | supercombinatie (m) | -         | - (-) (1.05,89, DNF) |
| Paul Henderson  | reuzenslalom (m)    | -         | - (-) (DNF, -)       |
| Paul Henderson  | slalom (m)          | -         | - (-) (DNF, -)       |
|                 |                     |           |                      |
| Rachelle Rogers | super g (v)         | 24e       | 1.11,05 (+5,27)      |
| Rachelle Rogers | supercombinatie (v) | -         | - (-) (DNF, -)       |
| Rachelle Rogers | reuzenslalom (v)    | -         | - (-) (1.03,61, DNF) |
| Rachelle Rogers | slalom (v)          | -         | - (-) (DNF, -)       |

### Biatlon
| Olympiër     | Onderdeel               | Resultaat | Prestatie                       |
| ------------ | ----------------------- | --------- | ------------------------------- |
| Calum Irvine | 7,5 km sprint (m)       | 35e       | 22.28,5 (+3.06,8) pen.: 5 (3+2) |
| Calum Irvine | 10 km achtervolging (m) | 29e       | +4.50,0 pen.: 6 (1+3+0+2)       |

### Bobsleeën
| Olympiër                      | Onderdeel       | Resultaat | Prestatie                       |
| ----------------------------- | --------------- | --------- | ------------------------------- |
| Olly Biddulph Jamies Lelliott | tweemansbob (m) | 5e        | 1.49,41 [54,87 (5) + 54,54 (3)] |
|                               |                 |           |                                 |
| Mica McNeill Jazmin Sawyrs    | tweemansbob (v) | Brons     | 1.51,95 [56,29 (4) + 55,66 (2)] |
| Kirsten Emery Mandy Groot     | tweemansbob (v) | 4e        | 1.52.34 [56,42 (5) + 55,92 (3)] |

### Curling
| Olympiër                                                   | Onderdeel      | Resultaat   | Prestatie |
| ---------------------------------------------------------- | -------------- | ----------- | --- |
| Duncan Menzies Thomas Muirhead Rachel Hannen Angharad Ward | gemengd team   | 10e         | Voorronde: rode groep 4-6 Zweden 4-5 Duitsland 2-8 Canada 5-7 Japan 7-5 Italië 6-3 Rusland 9-1 Oostenrijk                                     |
|                                                            |                |             | |
| Duncan Menzies + USA Taylor Anderson                       | dubbeltoernooi | kwartfinale | 1/32F: 8-7 NZL Eleanor Adviento + SUI Romano Meier 1/16F: 6-4 EST Kerli Zerik + SWE Rasmus Wrana KF: 4-7 JPN Mako Tamakuma + KOR Yoo Minhyeon |
| Thomas Muirhead + JPN Mizuki Kitaguchi                     | dubbeltoernooi | 1/32 finale | 1/32F: 5-9 NZL Kelsi Heath + CAN Thomas Scoffin                                                                                               |
| Rachel Hannen + CZE Marek Cernovsky                        | dubbeltoernooi | 1/16 finale | 1/32F: 8-5 ITA Denise Pimpini + NZL David Weyer 1/16F: 1-7 RUS Anastasia Moskaleva + JPN Tsukasa Horigome                                     |
| Angharad Ward + NOR Markus Skogvold                        | dubbeltoernooi | 1/32 finale | 1/32F: 8-9 SWE Johanna Heldin + NZL Luke Steel                                                                                                |

### Freestyleskiën
| Olympiër          | Onderdeel     | Resultaat | Prestatie            |
| ----------------- | ------------- | --------- | -------------------- |
| Tyler Harding     | half pipe (m) | 10e       | 62,75 (62,75, 31,25) |
| Katie Summerhayes | half pipe (v) | 5e        | 55,00 (55,00, 44,75) |

### IJshockey
| Olympiër       | Onderdeel                 | Resultaat | Prestatie                                |
| -------------- | ------------------------- | --------- | ---------------------------------------- |
| Lewis Hook     | vaardigheidswedstrijd (m) | 12e       | kwalificatie: 7 punten                   |
| Katherine Gale | vaardigheidswedstrijd (v) | 5e        | 17 punten (kwalificatie: 2e (31 punten)) |

### Kunstrijden
| Olympiër                                                                            | Onderdeel           | Resultaat | Prestatie                                          |
| ----------------------------------------------------------------------------------- | ------------------- | --------- | -------------------------------------------------- |
| Millie Paterson Edward Carstairs                                                    | ijsdansen           | 11e       | 71.05 [kk: 30.70 (11), vk: 40.35 (12)]             |
|                                                                                     |                     |           |                                                    |
| Team 1 SUI Tina Sturingen RUS Feodosi Efremenkov Millie Paterson / Edward Carstairs | gemengd landen team | 5e        | 13 pnt. (234.61) 04 (64.16) 08 (117.13) 01 (44.02) |

### Langlaufen
| Olympiër    | Onderdeel          | Resultaat | Prestatie         |
| ----------- | ------------------ | --------- | ----------------- |
| Scott Dixon | 10 km klassiek (m) | 37e       | 35.02,2 (+5.33,4) |
| Scott Dixon | sprint (m)         | 33e       | kwalificatie      |
|             |                    |           |                   |
| Sarah Hale  | 5 km klassiek (v)  | 32e       | 17.44,0 (+3.26,0) |
| Sarah Hale  | sprint (v)         | 16e       | kwartfinale       |

### Shorttrack
| Olympiër                                                                | Onderdeel                | Resultaat | Prestatie                                            |
| ----------------------------------------------------------------------- | ------------------------ | --------- | ---------------------------------------------------- |
| Jack Burrows                                                            | 500 m (m)                | 15e       | HF (C/D1): - KF (1): 45,491                          |
| Jack Burrows                                                            | 1000 m (m)               | 07e       | F (B): 1.41,172 HF (A/B1): 1.33,700 KF (2): 1.34,981 |
| Aydin Djemal                                                            | 500 m (m)                | 13e       | F (C): 1.02,356 HF (C/D2): 45,721 KF (3): 45,556     |
| Aydin Djemal                                                            | 1000 m (m)               | 10e       | F (C): 1.33,689 HF (C/D1): 1.37,035 KF (4): 1.33,582 |
|                                                                         |                          |           |                                                      |
| Team B Jack Burrows KOR Park Jung-hyun CHN Lu Xiucheng CHN Xu Aili      | gemengde landenestafette | Goud      | F (A): 4.21,713 HF (2): 4.21,656                     |
| Team F Aydin Djemal UKR Mariya Dolgopolova CHN Qu Chunyu CHN Xu Hongzhi | gemengde landenestafette | Zilver    | F (A): 4.24,360 HF (1): 4.23,141                     |

### Snowboarden
| Olympiër             | Onderdeel            | Resultaat      | Prestatie                                     |                                         |
| -------------------- | -------------------- | -------------- | --------------------------------------------- | --------------------------------------- |
| Lewis Courtier-Jones | halfpipe (m)         | 14e            | Halve finale: 8e (59.25) Serie: 7e (60.00) QS |                                         |
| Lewis Courtier-Jones | Lewis Courtier-Jones | slopestyle (m) | 16e                                           | Finale: 16e (39.50) Serie: 7e (68.50) Q |